# Newag Impuls

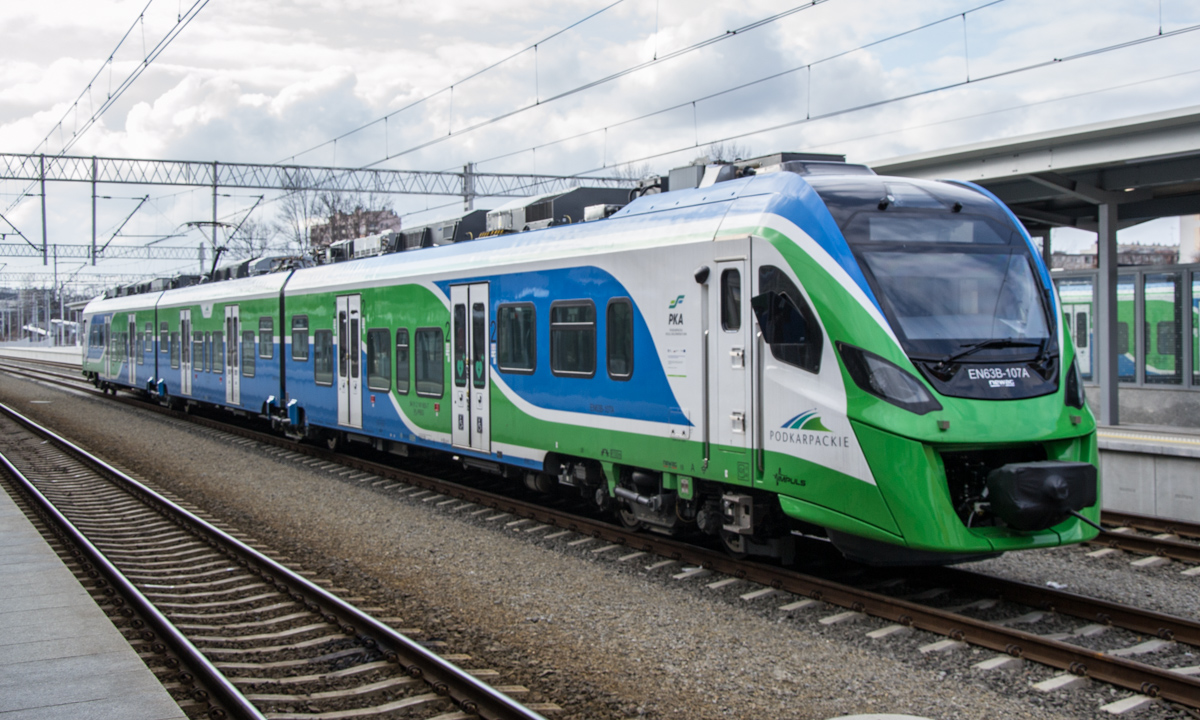
Verze EN63B

Newag Impuls je rodina stejnosměrných elektrických jednotek dodávaných polskou společností Newag Nowy Sącz v několika modifikacích. Výroba probíhá od roku 2012. Jednotka typu 31WE z rodiny Impuls je s rychlostí 225,2 km/h držitelem rychlostního rekordu železničního vozidla polské produkce.

## Modifikace
Jednotky jsou zákazníkům nabízeny ve verzích složených z dvou až šesti vozů. Jednotky složené ze dvou vozů nesou tovární označení 37WE, třídílné jsou 36WE, čtyřdílné 31WE, pětidílné 45WE a šestidílné 35WE.

## Sabotáž
V prosinci 2023 byla zveřejněna záměrně zanesená chyba ve firmware vlaků, zapříčiňující nefunkčnost jednotek servisovaných mimo střediska výrobce. Tato a další chyby byly nalezeny a zdokumentovány skupinou Dragon Sector metodou reverzního inženýrství poté co byly najati nezávislým servisním střediskem Koleje Dolnośląskie ve snaze odhalit příčiny problémů.[zdroj?]